# Стрелково (Вологодский район)
Стрелково — деревня в Вологодском районе Вологодской области на реке Поченьга.
Входит в состав Майского сельского поселения (с 1 января 2006 года по 8 апреля 2009 года входила в Гончаровское сельское поселение), с точки зрения административно-территориального деления — в Гончаровский сельсовет.
Расстояние до районного центра Вологды по автодороге — 29 км, до центра муниципального образования Майского по прямой — 15 км. Ближайшие населённые пункты — Деревенька, Заря, Гончарка, Двирево, Семково.
По переписи 2002 года население — 19 человек.